# バッファロー郡 (サウスダコタ州)
バッファロー郡（英: Buffalo County）は、アメリカ合衆国サウスダコタ州の中央部南に位置する郡である。2010年国勢調査での人口は1,912人であり、2000年の2,032人から5.9％減少した。郡庁所在地は国勢調査指定地域（CDP）のガンバレー（人口14人）であり、サウスダコタ州の人口重心でもある。同郡で人口最大の町は国勢調査指定地域のフォートトンプソン（人口1,282人）である。バッファロー郡の人口一人当たり収入は2000年で5,213米ドルであり、アメリカ合衆国の郡の中で最貧である。クロウクリーク・スー族インディアンが住むクロウクリーク・インディアン居留地が郡領域の大半を占めている。失業率は57％に達しており、家には台所や水道が無いものも多い。

## 地理
アメリカ合衆国国勢調査局に拠れば、郡域全面積は487平方マイル (1,261.3 km2)であり、このうち陸地は471平方マイル (1,219.9 km2)、水域は17平方マイル (44.0 km2)で水域率は3.93％である。

### 主要高規格道路
- サウスダコタ州道34号線
- サウスダコタ州道45号線
- サウスダコタ州道47号線
- サウスダコタ州道50号線

### 隣接する郡
- ハンド郡 - 北東
- ジェロールド郡 - 東
- ブリュレ郡 - 南
- ライマン郡 - 西
- ハイド郡 - 北西

## 人口動態
以下は2000年の国勢調査による人口統計データである。
| 基礎データ - 人口: 2,032人 - 世帯数: 526 世帯 - 家族数: 422 家族 - 人口密度: 2人/km2（4人/mi2） - 住居数: 602軒 - 住居密度: 0軒/km2（1軒/mi2） 人種別人口構成 - 白人: 16.34% - アフリカン・アメリカン: 0.10% - ネイティブ・アメリカン: 81.59% - その他の人種: 0.30% - 混血: 1.67% - ヒスパニック・ラテン系: 0.89% 先祖による構成 - ドイツ系：8.9％ 年齢別人口構成 - 18歳未満: 41.3% - 18-24歳: 11.0% - 25-44歳: 25.0% - 45-64歳: 16.1% - 65歳以上: 6.5% - 年齢の中央値: 23歳 - 性比（女性100人あたり男性の人口） - 総人口: 105.5 - 18歳以上: 98.0 | 世帯と家族（対世帯数） - 18歳未満の子供がいる: 47.1% - 結婚・同居している夫婦:37.6% - 未婚・離婚・死別女性が世帯主: 31.4% - 非家族世帯: 19.8% - 単身世帯: 16.0% - 65歳以上の老人1人暮らし: 5.9% - 平均構成人数 - 世帯: 3.83人 - 家族: 4.23人 収入と家計 - 収入の中央値 - 世帯: 12,692米ドル - 家族: 14,167米ドル - 性別 - 男性: 18,650米ドル - 女性: 19,554米ドル - 人口1人あたり収入: 5,213米ドル（アメリカ合衆国の郡の中では最貧クラス） - 貧困線以下 - 対人口: 56.9% - 対家族数: 55.7% - 18歳未満: 61.5% - 65歳以上: 50.4% |

## 都市と町
- フォートトンプソン、CDP、2010年国勢調査での人口1,282人[8]

### 郡区
バッファロー郡にエルビラという郡区がある。またクロウクリーク、ノースバッファロー、サウスイーストバッファローの3つの未編入領域がある。